# Feria de La Ascensión

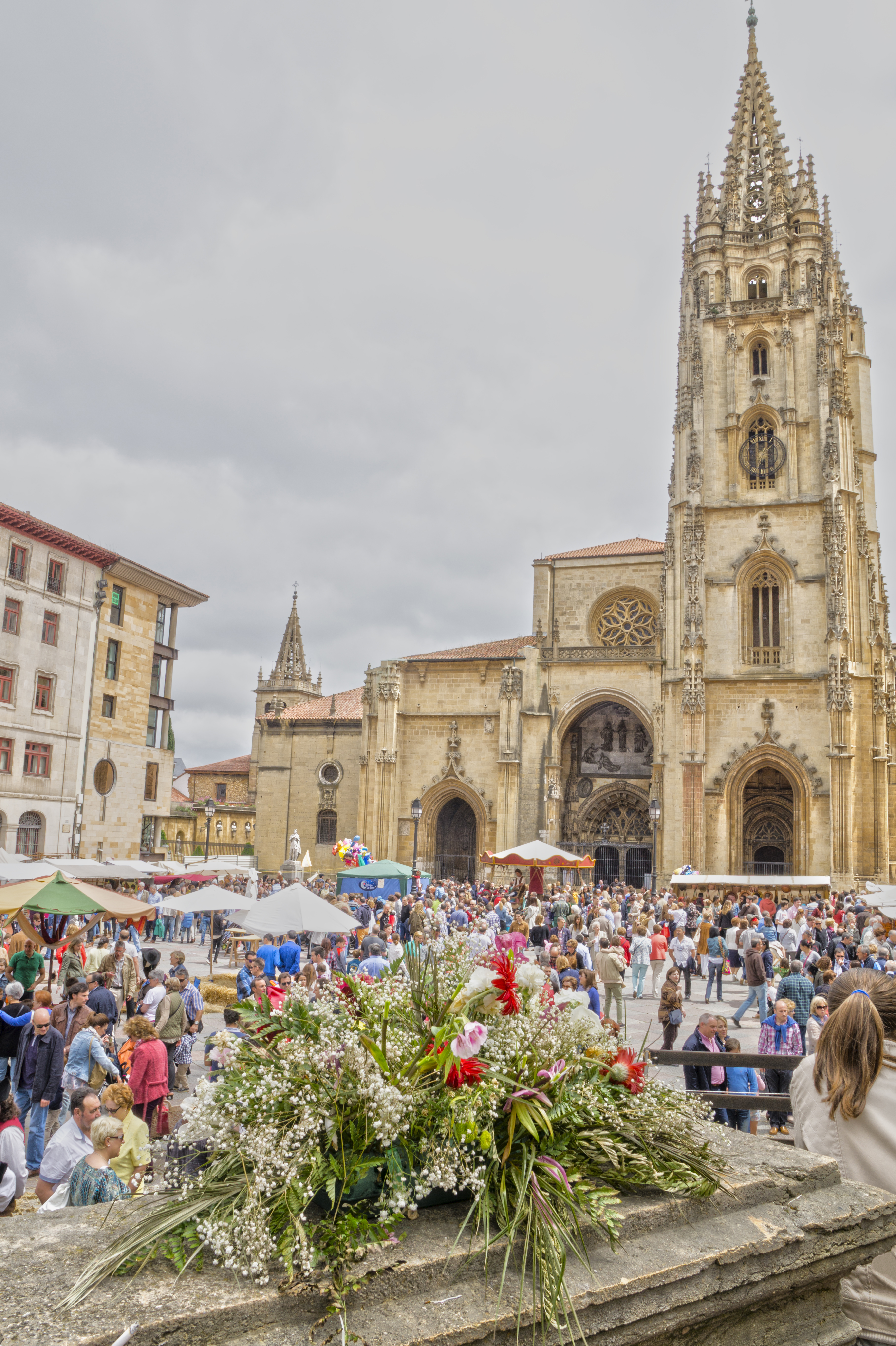
Feria de la Ascensión

La Feria de La Ascensión (en asturiano, Feria de L'Ascensión) es una fiesta que se celebra en la localidad asturiana de Oviedo.
Los inicios de la fiesta se remontan al siglo XVI iniciándose como un certamen ganadero. 
La fiesta se celebra unos cuarenta días después de la celebración de la Semana Santa, con motivo del Día de la Ascensión. Es un homenaje al campo y a sus gentes realizándose una muestra de ganado, mercado astur, exposiciones de artesanía popular, muestras de folclore, etc.
La fiesta conlleva un menú gastronómico propio compuesto por menestra del tiempo, carne gobernada el estilo de Oviedo y una tarta de queso con cerezas. 
La celebración fue declarada fiesta de Interés Turístico Regional.